# Tephrina anostilpna
Tephrina anostilpna är en fjärilsart som beskrevs av Eugen Wehrli 1938. Tephrina anostilpna ingår i släktet Tephrina och familjen mätare. Inga underarter finns listade i Catalogue of Life.